# Естебан Ечеверија
Естебан Ечеверија (шп. Esteban Echeverría) је град у Аргентини у покрајини Буенос Ајрес. Према процени из 2005. у граду је живело 253.131 становника.

## Становништво
Према процени, у граду је 2005. живело 253.131 становника.
| 1980.   | 1991.   | 2001.   |
| ------- | ------- | ------- |
| 188.923 | 196.875 | 243.186 |